# Erna Gunther
Erna Gunther (* 9. November 1896 in New York City; † 1982 in Poulsbo) war eine US-amerikanische Anthropologin. Sie lehrte an der University of Washington in Seattle. Gunthers Arbeiten über Ethnobotanik gilt als wegweisend.

## Leben
Gunther wurde 1896 als Tochter des aus Deutschland eingewanderten Juweliers Casper Gunther und dessen Ehefrau Susannah Ehren geboren. Sie erwarb 1919 an Columbia University einen Bachelor of Arts in Anthropologie bei Franz Boas und 1920 einen Master of Arts. Nach ihrer Promotion ging sie mit ihrem Ehemann Leslie Spier 1921 an die University of Washington mach Seattle. Nach einer kurzen Auszeit setzte sie ihre Lehrtätigkeit 1929 fort. Nach ihrer Scheidung im Jahr 1930 und dem Wegzug von Spier blieb Gunther an der Universität. Sie wurde Dekanin des Fachbereichs Anthropologie und 1930 Leiterin des Washington State Museum (heute Burke Museum). 1962 war sie für die Ausstellung indianischer Kunst des Nordwestens bei der Weltausstellung in Seattle verantwortlich. Im Jahr 1966 wechselte sie auf den Lehrstuhl für Anthropologie an der University of Alaska Fairbanks. Doch bereits nach drei Jahren ging sie zurück nach Seattle an die University of Washington.
Ihr Forschungsinteresse galt den nordamerikanischen Indianerstämmen besonders den Salish und Makah im Nordwesten des Bundesstaates Washington.
Spier und Gunther hatten zwei Söhne.

## Schriften
- An Analysis of the First Salmon Ceremony, American Anthropologist, Vol. 28, 1926
- Indian Art of ther Pacific Northwest. Ausstellungskatalog, Mills College Art Gallery, 1945
- Indians of the Northwest Coast. Ausstellungskatalog, Taylor Museum, 1952
- Ethnobotany of Western Washington: the Knowledge and Use of Indigenous Plants by Native Americans, 1945, Rev. Ed., University of Washington Press, Seattle, 1973